# Libín
Libín är en ort i Tjeckien.   Den ligger i regionen Södra Böhmen, i den centrala delen av landet, 130 km söder om huvudstaden Prag. Libín ligger 458 meter över havet och antalet invånare är 307.
Terrängen runt Libín är platt. Runt Libín är det ganska glesbefolkat, med 38 invånare per kvadratkilometer. Närmaste större samhälle är České Budějovice, 15,3 km väster om Libín. I omgivningarna runt Libín växer i huvudsak blandskog.